# Uruguayische Basketballnationalmannschaft
Die uruguayische Basketballnationalmannschaft repräsentiert die Republik Uruguay bei internationalen Spielen oder bei Freundschaftsspielen. Ihre bisher größten Erfolge erzielte die Nationalmannschaft Uruguays bei den Olympischen Sommerspielen 1952 und 1956 mit dem Gewinn der Bronzemedaille. Uruguay gewann zudem 1930 als erste nationale Basketballnationalmannschaft Südamerikas in der uruguayischen Hauptstadt Montevideo die erste ausgetragene Basketball-Amerikameisterschaft.
Bei Weltmeisterschaften erreichte man das beste Ergebnis bei der ersten Teilnahme mit dem sechsten Platz 1954, nachdem man die Teilnahme bei der ersten Weltmeisterschaft noch kurzfristig zurückzog. Nachdem die ersten vier Weltmeisterschaften allesamt auf dem südamerikanischen Kontinent ausgetragen wurden, war man bei der WM 1967 selbst Ausrichter der globalen Endrunde in Montevideo. Doch seit den 1960er Jahren konnte man im globalen Maßstab nicht an die frühen Erfolge in den 1950er Jahren anschließen.

## Aktueller Kader
| Spieler | Spieler                | Spieler           | Spieler | Spieler | Spieler  | Spieler                   |
| Nr.     | Name                   | Geburt            | Größe   | Info    | Einsätze | Verein                    |
| ------- | ---------------------- | ----------------- | ------- | ------- | -------- | ------------------------- |
|         |                        | Guards (PG, SG)   |         |         |          |                           |
| 4       | Marcos Cabot           | 05.07.1989        | 178     |         |          | Defensor Sporting         |
| 5       | Bruno Fitipaldo        | 02.08.1991        | 183     |         |          | Club Malvín               |
| 8       | Nicolás Mazzarino      | 21.10.1975        | 181     |         |          | Club Malvín               |
| 10      | Leandro García Morales | 27.06.1980        | 185     |         |          | CA Aguada                 |
| 12      | Federico Bavosi        | 01.03.1981        | 185     |         |          | Unión Atlética            |
|         |                        | Forwards (SF, PF) |         |         |          |                           |
| 6       | Emilio Taboada         | 11.05.1982        | 191     |         |          | Basquete Universo/Goiânia |
| 9       | Sebastián Vázquez      | 04.09.1985        | 195     |         |          | Defensor Sporting         |
| 11      | Reque Newsome          | 08.10.1981        | 201     |         |          | Bambuqueros Utrahuilca    |
| 14      | Sebastián Izaguirre    | 04.12.1985        | 207     |         |          | Defensor Sporting         |
|         |                        | Center (C)        |         |         |          |                           |
| 7       | Mathías Calfani        | 21.01.1992        | 205     |         |          | Club Malvín               |
| 13      | Kiril Wachsmann        | 11.11.1984        | 204     |         |          | Club Melilla Baloncesto   |
| 15      | Esteban Batista        | 02.09.1983        | 208     |         |          | Pınar Karşıyaka           |

| Trainer | Trainer     | Trainer          |
| Nat.    | Name        | Position         |
| ------- | ----------- | ---------------- |
| Uruguay | Pablo López | Cheftrainer      |
| Uruguay | Rubio Mateo | Trainerassistent |

| Legende                | Legende            |
| Abk.                   | Bedeutung          |
| ---------------------- | ------------------ |
| (C)                    | Mannschaftskapitän |
| Quellen                |                    |
| Teamhomepage           |                    |
| Ligahomepage           |                    |
| Stand: 30. August 2013 |                    |

| Legende                | Legende            |
| Abk.                   | Bedeutung          |
| ---------------------- | ------------------ |
| (C)                    | Mannschaftskapitän |
| Quellen                |                    |
| Teamhomepage           |                    |
| Ligahomepage           |                    |
| Stand: 30. August 2013 |                    |

### Weitere bekannte Spieler
- Mauricio Aguiar (* 1983)
- Panchi Barrera (* 1985)

## Titel
- Basketball-Südamerikameisterschaft
  - Gold (11×): 1930, 1932, 1940, 1947, 1949, 1953, 1955, 1969, 1981, 1995, 1997,
  - Silber (13×): 1937, 1939, 1942, 1943, 1945, 1958, 1961, 1968, 1971, 1977, 1985, 2006, 2008
  - Bronze (9×): 1935, 1938, 1941, 1963, 1976, 1979, 1983, 1989, 2003

## Abschneiden bei internationalen Turnieren

### Olympische Spiele
- Bronze (2×): 1952, 1956

### Basketball-Weltmeisterschaft
- 1970: 7. Platz